# Hadronyche meridiana
Hadronyche meridiana is een spinnensoort uit de familie Atracidae. De soort komt voor in Victoria.